# Magnis
Magnis, anche nota come Forte romano di Carvoran, era un castrum (forte) romano lungo il Vallo di Adriano, tra il castrum di Aesica a oriente e quello di Banna a occidente.
Fu costruito originariamente per controllare la congiunzione della strada romana nota col nome moderno di Maiden Way, che da Magnis andava ad Epiacum per poi spingersi a sud fino a Kirkby Thore (vicino a Penrith), con la Stanegate, la direttrice di approvvigionamento principale che congiungeva Coria (Corbridge) a est con Luguvalium (Carlisle) ad ovest; fu dunque edificato prima del Vallo di Adriano.
Le sue rovine si trovano a Carvoran, nei pressi di Greenhead (Northumberland).

## Guarnigione
Nel II secolo il forte fu occupato dalla cohors I Hamiorum sagittariorum. La Notitia dignitatum e un'iscrizione non datata attestano la presenza nel forte della cohors II Delmatarum equitata, un'unità mista di fanteria e cavalleria, probabilmente nel III secolo.
Due iscrizioni attestano la presenza della cohors I Batavorum equitata, forse la guarnigione originale del forte.